# DeLong-platform
Het DeLong-platform was een vroeg ontwerp van hefplatformen van Leon B. DeLong en was enige tijd een generieke naam voor dit type platforms.

## Lobnitz-pieren

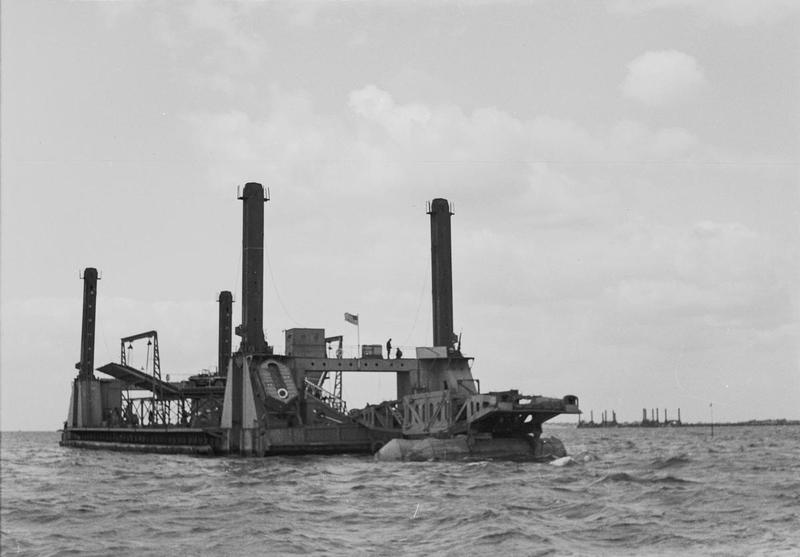
Een Lobnitz-pier bij de Mulberryhaven

Ingenieur DeLong was kolonel geweest in het Amerikaanse leger en had tijdens de landing in Normandië in de Mulberryhaven de Lobnitz-pieren gezien die gebaseerd waren op een ontwerp voor baggerschepen van de Schotse werf Lobnitz. Deze was voorzien van vier spudpalen waarmee ze op de bodem konden staan en daarmee zo verankerd waren. Normaal werden deze daarna los gezet zodat het ponton vrij mee kon bewegen met het tij, maar tijdens slecht weer kon het ponton opgeheven worden om zo te voorkomen dat de golven schade aan zouden richten.
Het concept zou opnieuw worden toegepast als DeLong Pier tijdens de Vietnamoorlog bij de Cam Ranh Bay.

## Hefeilanden

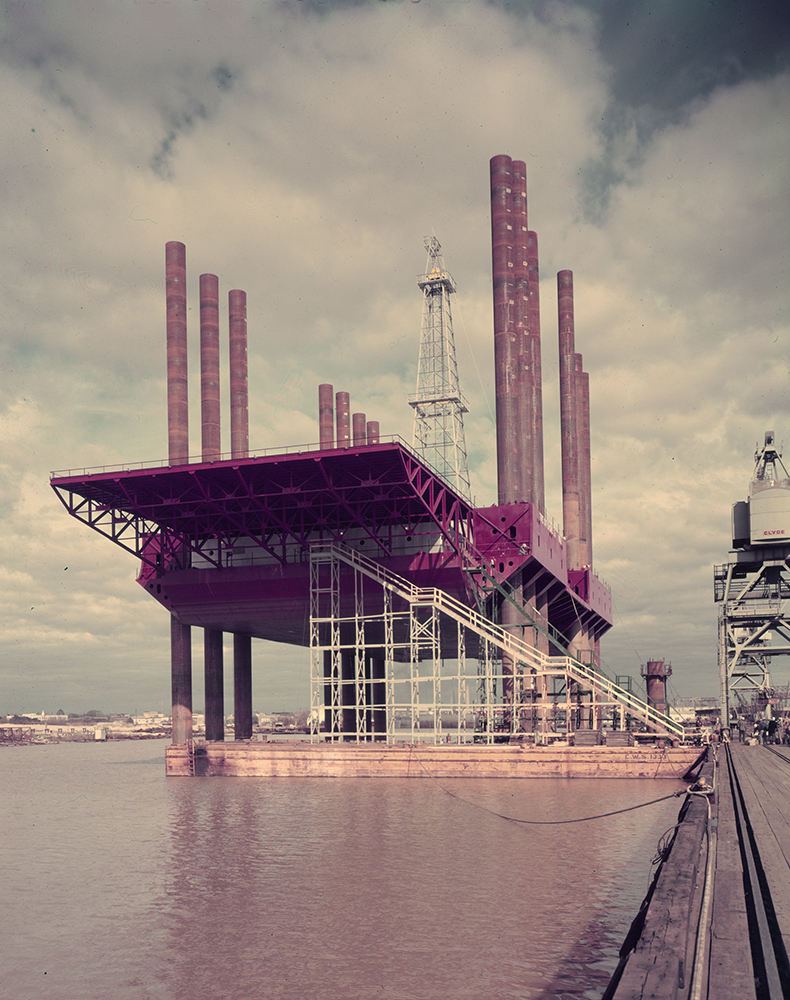
DeLong-platform bij Consolidated Western, Orange, Texas in 1955

Na de oorlog werkte DeLong enige tijd voor Morrison-Knudsen tot hij in 1949 zijn eigen bedrijf begon, DeLong Engineering & Construction Company. Hij kreeg al snel een contract om in North Star Bay in het uiterste noordwesten van Groenland om een pier te construeren voor de Thule Air Base. Hij gebruikte hierbij het jack-up-principe dat daarna al snel populair werd. Hij verkocht daarna een aantal package ports aan het Army Transportation Corps en installeerde een DeLong-dok in de Orinoco in Venezuela.
Dit dok werd de basis voor het platform dat hij ontwikkelde voor gebruik in de offshore. In 1950 werd voor Magnolia Petroleum de DeLong Rig No. 1 gebouwd, bestaand uit een ponton met zes palen. Deze werd echter in 1953 als vast platform geïnstalleerd.
In 1953 ging DeLong een joint-venture aan met McDermott, waarna in 1954 voor Humble Oil de DeLong-McDermott No.1 werd gebouwd, de eerste verplaatsbare boorinstallatie. DeLong-McDermott werd daarna overgenomen door Southern Natural Gas Company en vormde zo The Offshore Company, waarna het platform Offshore No. 51 werd genoemd. Dit was een rechthoekig ponton met tien spudpalen. Onderaan deze palen waren spud cans bevestigd om te voorkomen dat een paal te diep in de zeebodem zou steken, wat het platform instabiel zou maken.

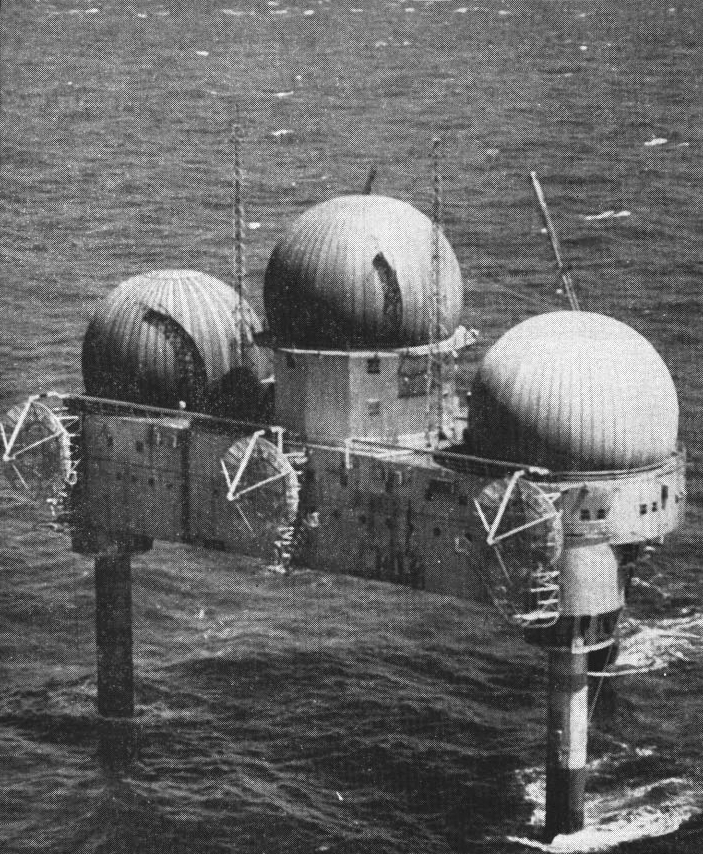
Het Texas Tower 2 radarplatform in 1956 bij Cape Cod

In 1954 kreeg DeLong met Raymond Concrete Pile ook een contract van de US Navy om Texas Tower 2 te bouwen, de eerste van een serie Texas Towers die moesten fungeren als radarplatform voor de Amerikaanse kust. Hoewel er vijf gepland waren, werden er uiteindelijk drie gebouwd, waarbij de andere twee door een ander consortium werden gebouwd. De platforms werden buiten gebruik genomen nadat Texas Tower 4 na een storm gekapseisd was.
R.G. LeTourneau bracht het concept naar zijn moderne vorm door het ponton driehoekig te maken met drie poten voorzien van een open K-vakwerkconstructie die voldoende sterkte bood voor grotere waterdieptes, zonder de golfkrachten te vergroten zoals bij gesloten spudpalen het geval was. De poten werden daarbij via een tandheugel op en neer gelaten in plaats van met perslucht zoals bij DeLong. In 1955 werd zo de Scorpion gebouwd door LeTourneau Inc. voor Zapata Offshore van de latere president George H.W. Bush.